# عطفان (اسم)
عطفان هو اسم علم مذكر من أصل عربي، ومعناه هو الكثير العطف.

## الأصل اللغوي
الاصل من كلمة عطف معناه: الكثر العطف، الميّال. وهو صيغة مبالغة من عاطف.

## وصلات خارجية
- موسوعة السلطان قابوس لأسماء العرب نسخة محفوظة 5 أبريل 2019 على موقع واي باك مشين.